# Convention de Kütahya

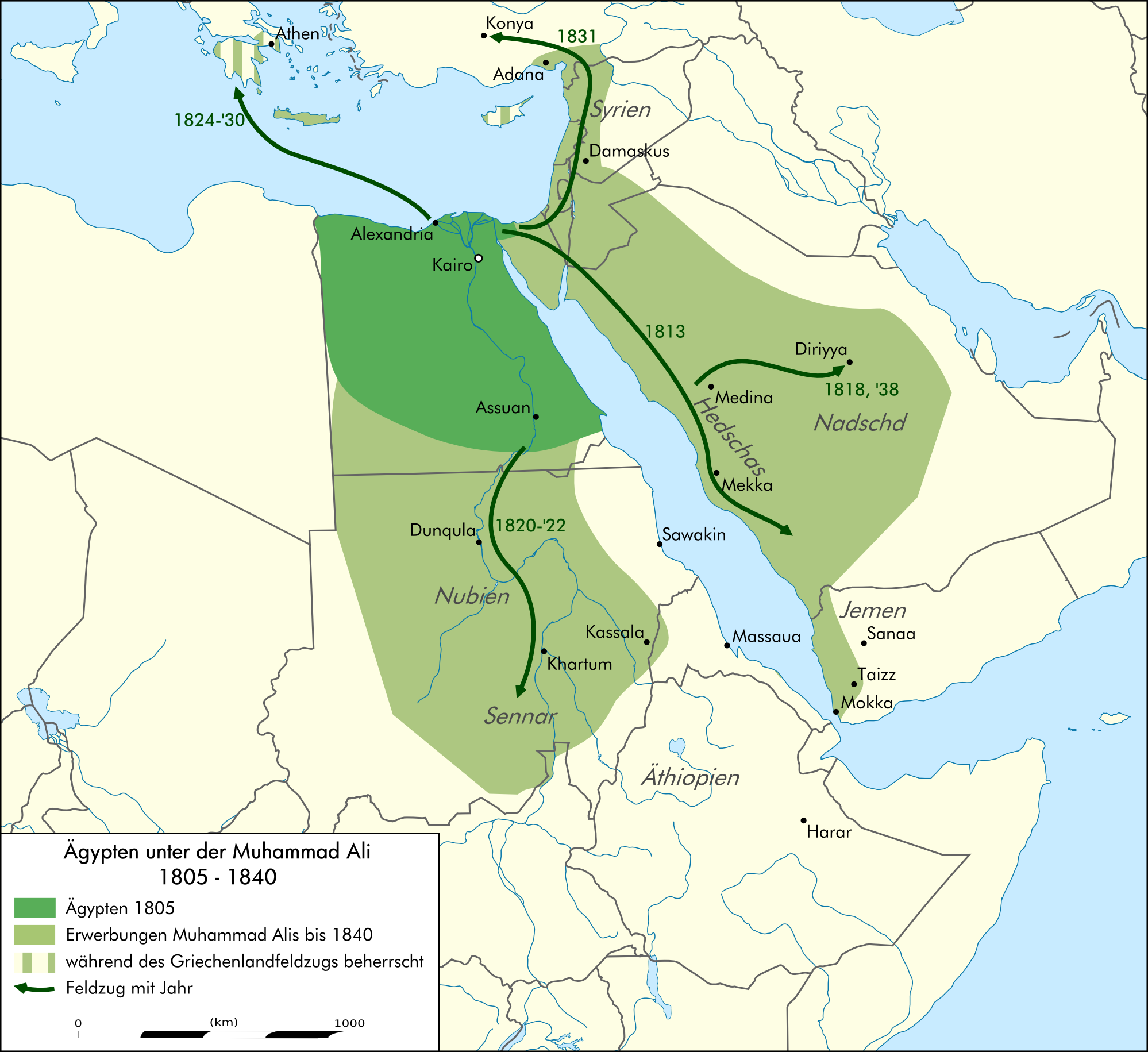
En vert clair les territoires acquis sous le règne de Méhémet Ali, avant 1839.

La  convention de Kütahya, aussi appelée paix de Kütahya, met fin à la première guerre égypto-ottomane.
L'Empire ottoman de Mahmoud II cède le vilayet de Syrie et la ville d'Adana. Les forces égyptiennes de Méhémet Ali s'engagent à se retirer de l'Anatolie.